# Dave Coverly
Dave Coverly (né le 1964 à Ypsilanti) est un dessinateur américain, créateur en 1994 de la série de dessins humoristiques Speed Bump.

## Œuvres
- Speed Bump 1 : Non-Sens Unique, 2020, éditions Caurette, 64 p.  (ISBN 9791096315369)
- Speed Bump 2 : Capillotracté, 2020, éditions Caurette, 128 p.  (ISBN 9791096315413)

## Récompenses
- 1995 : Prix de la National Cartoonists Society du dessin d'humour pour Speed Bump
- 1998 : Prix de la NCS de la carte de vœux
- 2003 : Prix de la NCS du dessin d'humour pour Speed Bump
- 2009 : Prix Reuben pour Speed Bump
- 2014 : Prix de la NCS du dessin d'humour pour Speed Bump